# Tiranet verdós
El tiranet verdós (Phyllomyias virescens) és una espècie d'ocell de la família dels tirànids (Tyrannidae).

## Hàbitat i distribució
Habita els boscos de Paraguai oriental, nord-est de l'Argentina i sud i sud-est del Brasil.